# キア・スポーテージ

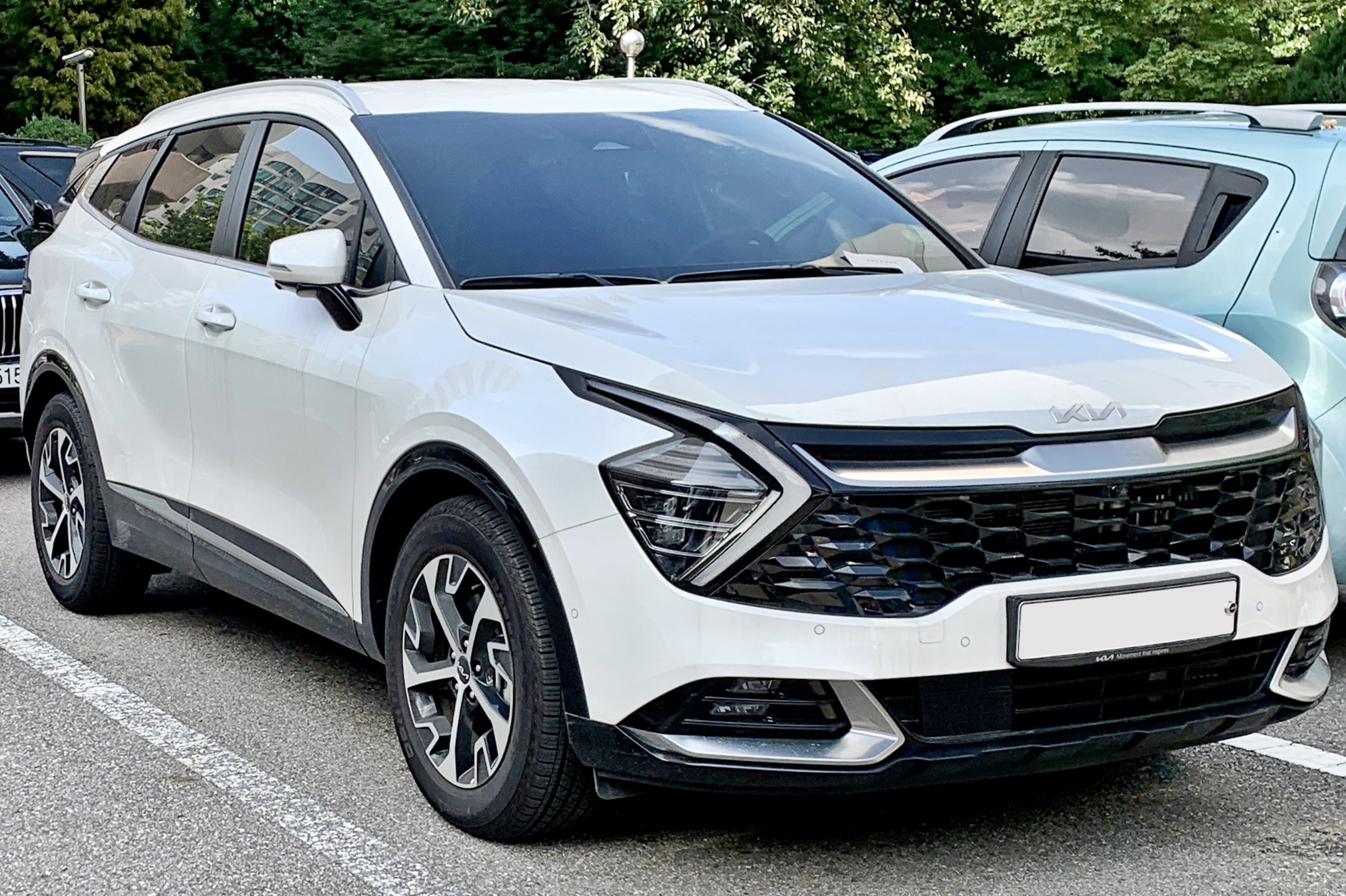
5代目NQ5型スポーテージハイブリッド

スポーテージ（SPORTAGE）は、大韓民国の自動車メーカー、起亜自動車により製造・販売されるコンパクトSUV（韓国の区分では準中型車）である。

## 初代（NB-7型、1993年 - 2002年）
- 1991年10月、第29回東京モーターショーにおいてセフィアと共にコンセプトモデルを出品[1]。乗用車風なデザインを採用した事により、起亜自動車があまり浸透していない時期にもかかわらず、好評を博した。
- 1993年1月、パリ・ダカールラリーに2台が出場。内1台は脱落し、1台は完走した[2]。
- 1993年7月9日、発売。当初はフォード・モーターとの共同開発を予定していたが決裂し、独自開発する事となり、当時ライセンス生産を行っていたマツダ・ボンゴのコンポーネントを流用して設計された。生産は京畿道華城市雨汀邑石亭里工場で行われた。当初はショートボディのみ設定。欧州輸出仕様車（主にドイツ市場）は名門コーチビルダーであるカルマンに生産を委託しており、米国市場では2年連続で、最も価値のある車に選出された[3]。エンジンやシャシは大韓民国国軍が使用するK-131と、その民需向けモデル「レトナ」にも流用された。
- 1994年8月、エンブレムを楕円形に変更。
- 1995年7月1日、エンジンをベスタと共有する70馬力を発生するマツダ製自然吸気2.2L HW型ディーゼルを91馬力を発生する2.ターボインタークーラーディーゼルへ変更。
- 1996年1月19日、グランドとしてロングボディを追加。
- 1997年8月23日、ロングボディの後席スペースをトランクスペースとした2人乗りビッグバンを追加。
- 1998年2月25日、マイナーチェンジを実施。バンパーを80mm延長し[4]、エアバッグを新採用。日本市場においても起亜ジャパン株式会社を通じて20台程度が試験輸入されたが、IMFによる韓国救済による経営破綻により本格的な導入は無いまま終わった。
- 2000年（時期不明）、パリ・ダカールにグループT3として出場、完走[5]。
- 2001年（時期不明）、パリ・ダカールにグループT3として出場、完走[5]。
- 2002年9月、生産終了。後継車種は初代BL型ソレントとなる。

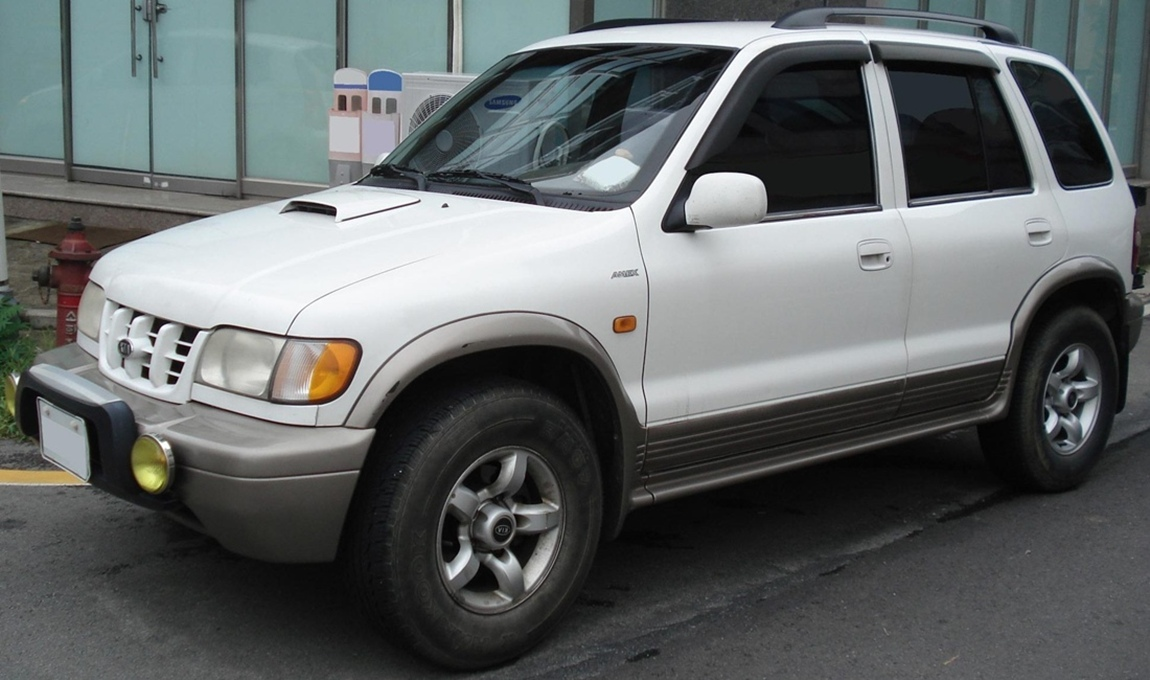
後期型 フロント
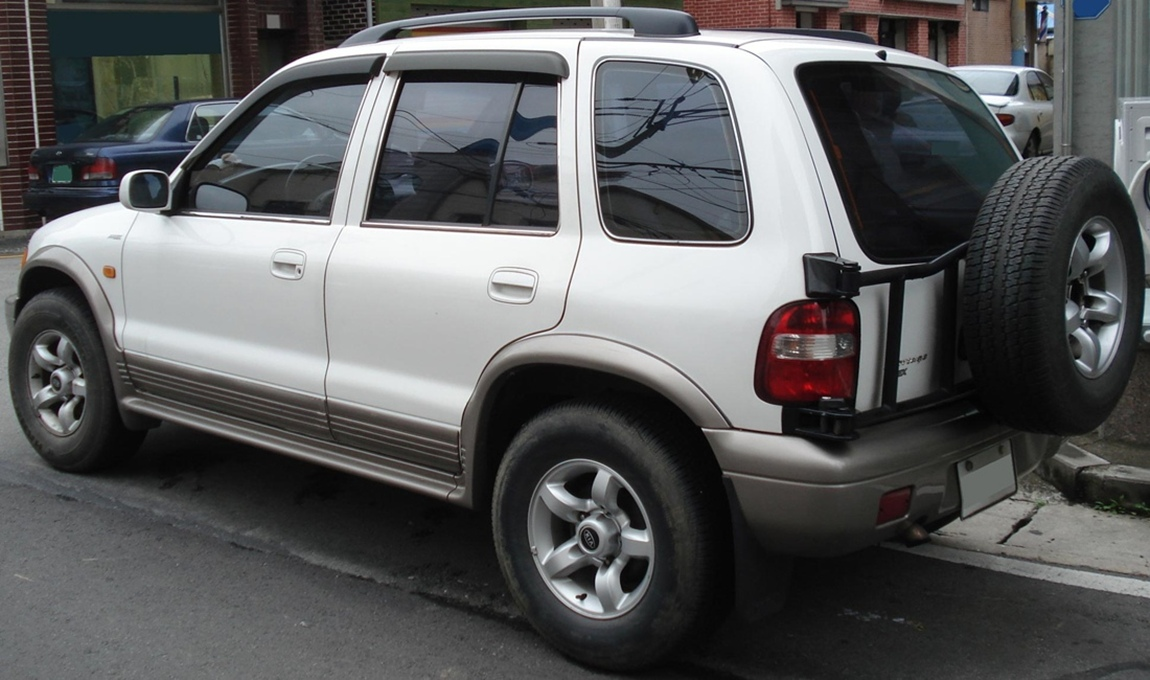
後期型 リア
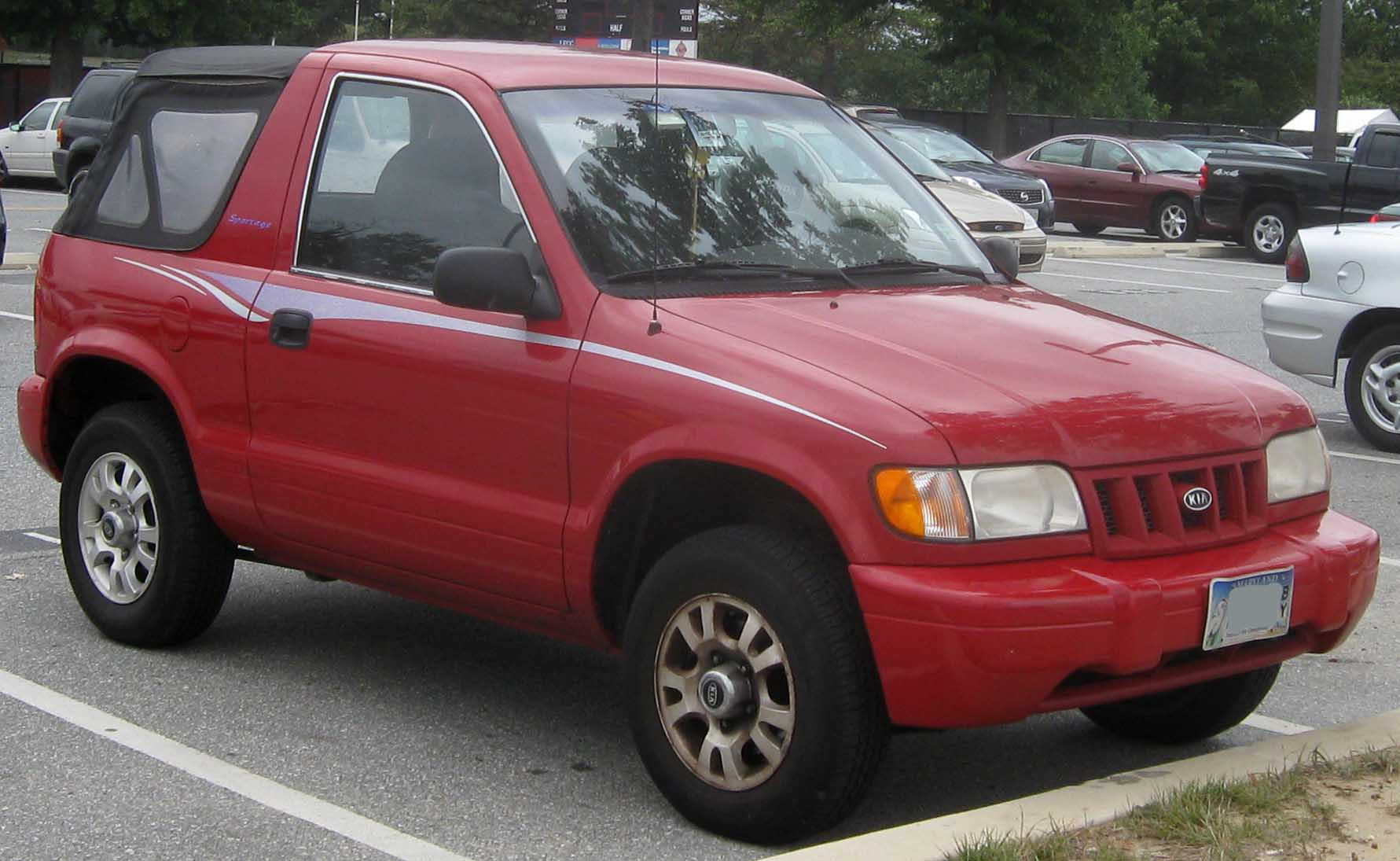
コンバーチブル

## 2代目（KM型、2004年 - 2010年）
- 2004年8月17日、フルモデルチェンジ。生産は光州広域市工場で行われた。当初、初代BL型ソレントが後継車種として開発されたが、途中で後継車種から上級車種へ位置付けを変更し、ヒュンダイ・3代目XD型アバンテとモノコック構造を、経営破綻により現代自動車傘下となった事によりヒュンダイ・初代JM型ツーソン（JM）とプラットフォームを共有する2代目を新開発した。理由としては、初代BL型ソレントが後継車種としてはコンセプトがかけ離れていた事が要因とみられる[6]。韓国仕様車はコモンレール2.0L Dディーゼルと直列4気筒2.0L ベータガソリンを搭載。Dディーゼルのターボチャージャーは後にWGTからVGTへ変更。輸出仕様車はV型6気筒2.7L デルタガソリンも搭載。朝鮮日報により、フロントがフォルクスワーゲン・トゥアレグに、リアがボルボ・XC90に酷似していると指摘された。
- 2007年（時期不明）、広告に俳優のチョ・インソンとジェームズ・ディーンが出演。
- 2007年10月10日、マイナーチェンジを実施。ボディカラーをツートーンからワントーンへ変更し、広告にイ・ソンギュン、ペ・ドゥナ、キム・ハンジュンを起用。
- 2009年5月21日、経済運転案内システム、助手席エアバッグ、MP3 CDプレーヤー、AUX&USB端子等を標準装備する2010年モデルイヤーを発表。

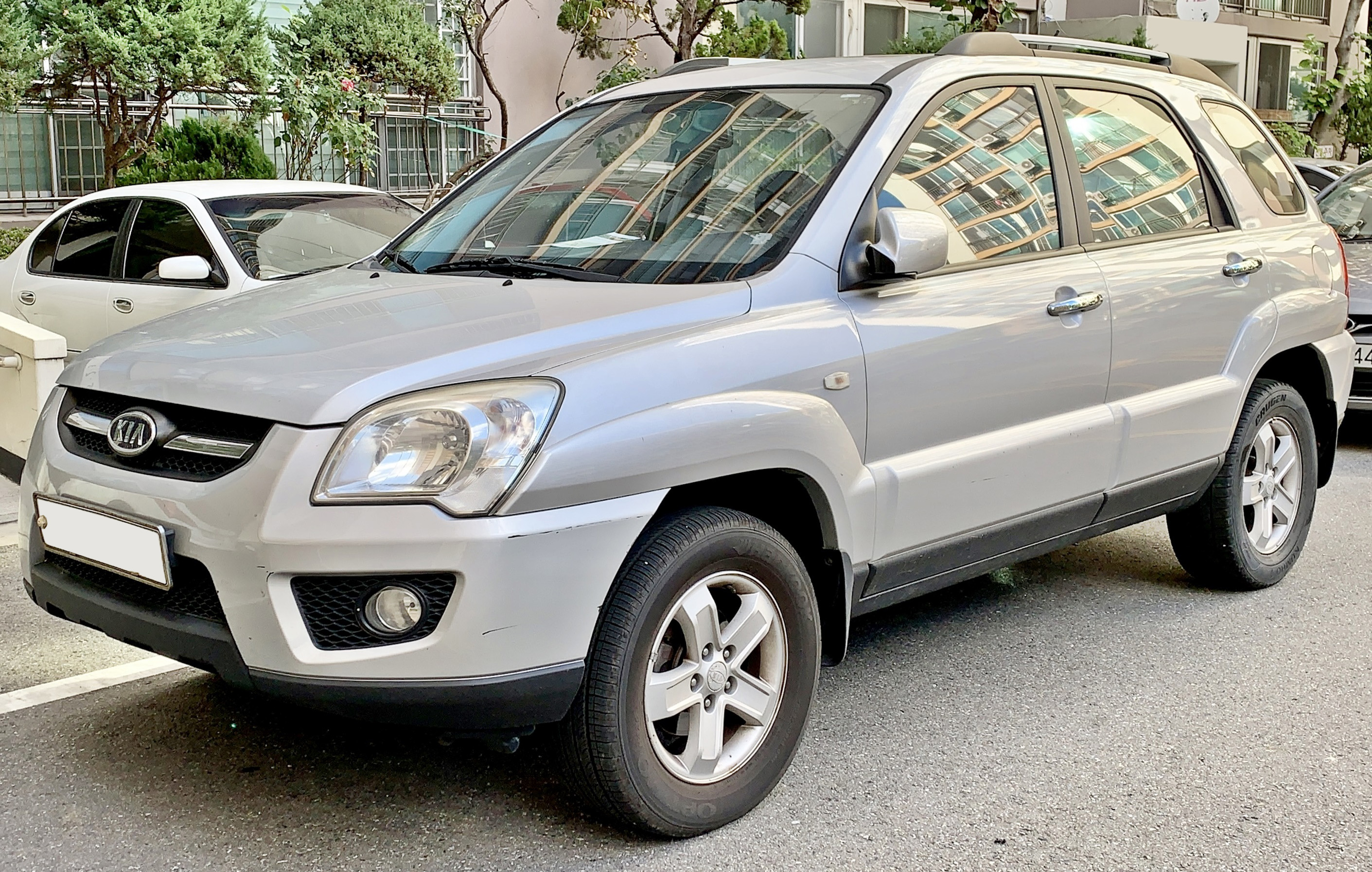
後期型 フロント
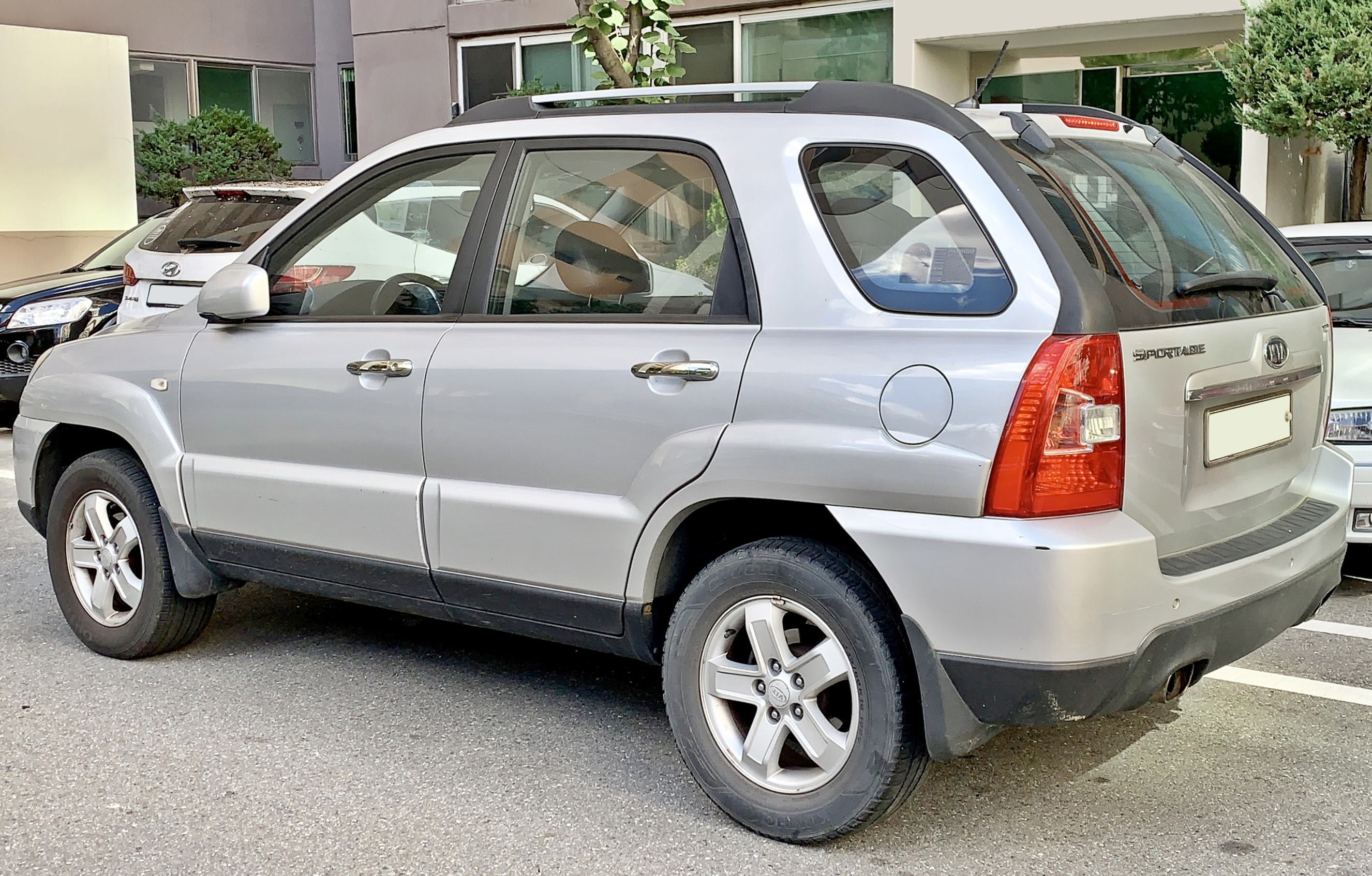
後期型 リア

## 3代目（SL型、2010年 - 2015年）
- 2010年3月23日、発売。韓国仕様車および2代目と併売される中国仕様車は車名が2代目XM型ソレントR同様「スポーテージR」となる。起亜自動車のファミリールックである虎の目・鼻・口を具現化した「タイガーノーズグリル」を採用し、直線を基調とする。ヒュンダイ・2代目LM型ツーソンixとプラットフォームを共有し、メカニズムをベースにワイド&ローのフォルムを採用。2.0L Rディーゼルを搭載。2010年における販売目標は14万台で、内訳は韓国仕様車が3万7000台、輸出仕様車が10万3000台。
- SL型スポーテージにはマグナ・インターナショナルの新しいAWDシステムであるDynamaxが採用された[7][8]。Dynamax AWDカップリングの製造は現代ウィア（現代自動車グループ）とマグナの合弁企業であるウィア-マグナ・パワートレイン（牙山市）にて行われる。
- 2011年3月1日、全車に1列目サイド＆カーテンエアバッグを標準装備し、最高出力261馬力、最大トルク37.2kg-mの2.0LセタIIガソリンターボGDIを追加。外装デザインを2代目と差別化し、内装デザインに関しても6速ATのインジケーターパネルのカラー・材質を変更。また、IFデザイン賞で本賞を受賞。
- 2012年7月24日、LEDポジションランプとステアリング・ホイールアライメントリマインダーシステムを新装備した2013年モデルイヤーを発売。
- 2013年7月23日、マイナーチェンジを実施。2014年モデルイヤーに過ぎないが、「ザ・ニュー」というサブネームを使用。スーパービジョンクラスターに4.2インチTFT液晶ディスプレイを装備し、助手席通気シートと二重防音ガラス、2列目エアベントとシートバック調節システムを装備。グレードもLX、TLX、リミテッドからラグジュアリー、トレンディ、プレステージ、ノブレスへ見直し、2.0L Rディーゼルの6速MT（四輪駆動車）と2.0L セタIIガソリンターボGDI（四輪駆動車）を廃止。
- 2014年7月2日、ベルトラインとシフトを包装するインジケーターパネルをステンレスへ変更し、タイヤ空気圧警報システムを全グレードに標準装備した2015年モデルイヤーを発表。中国ではマイナーチェンジを経て現在も生産・販売される。

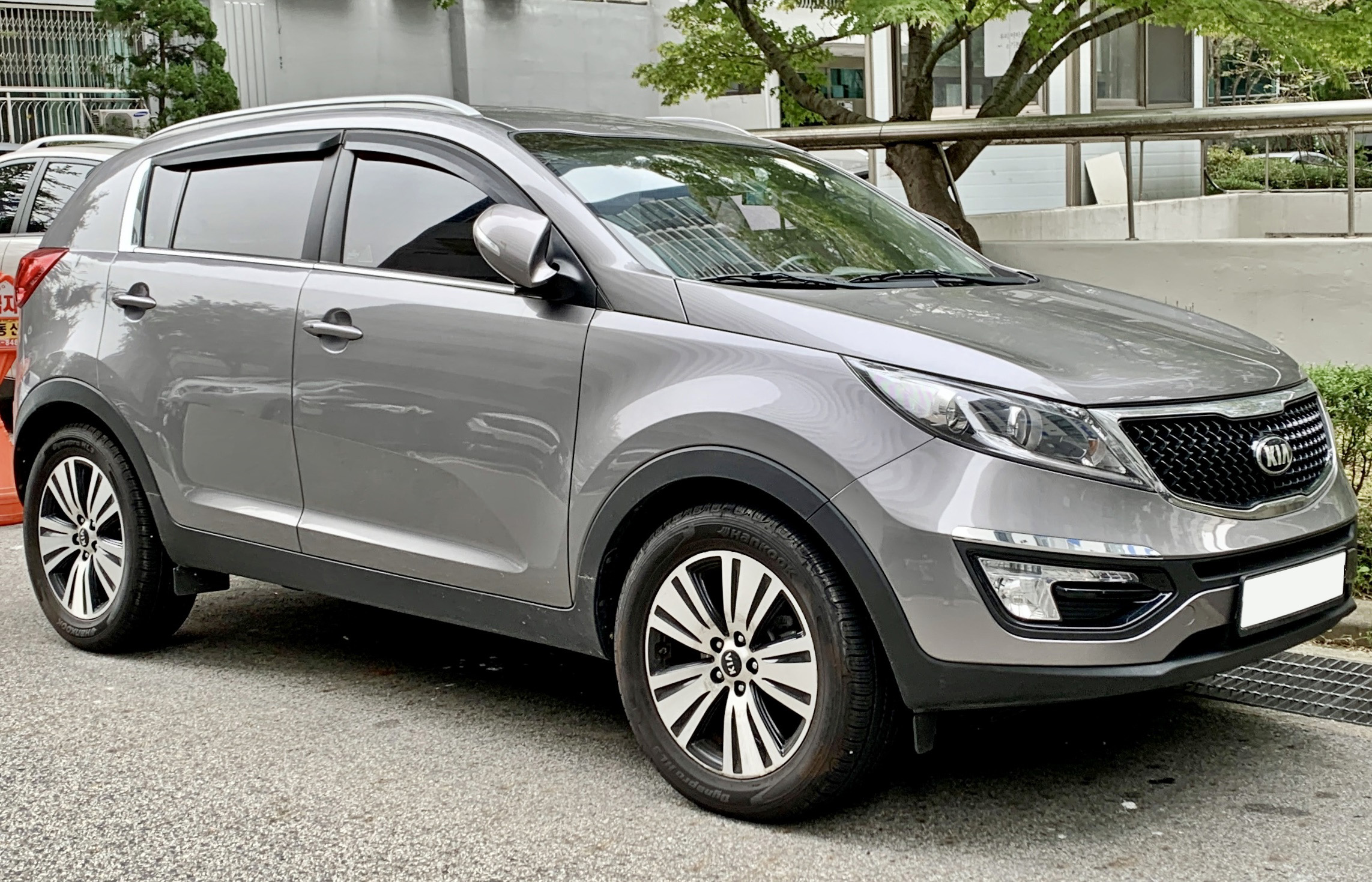
後期型 フロント
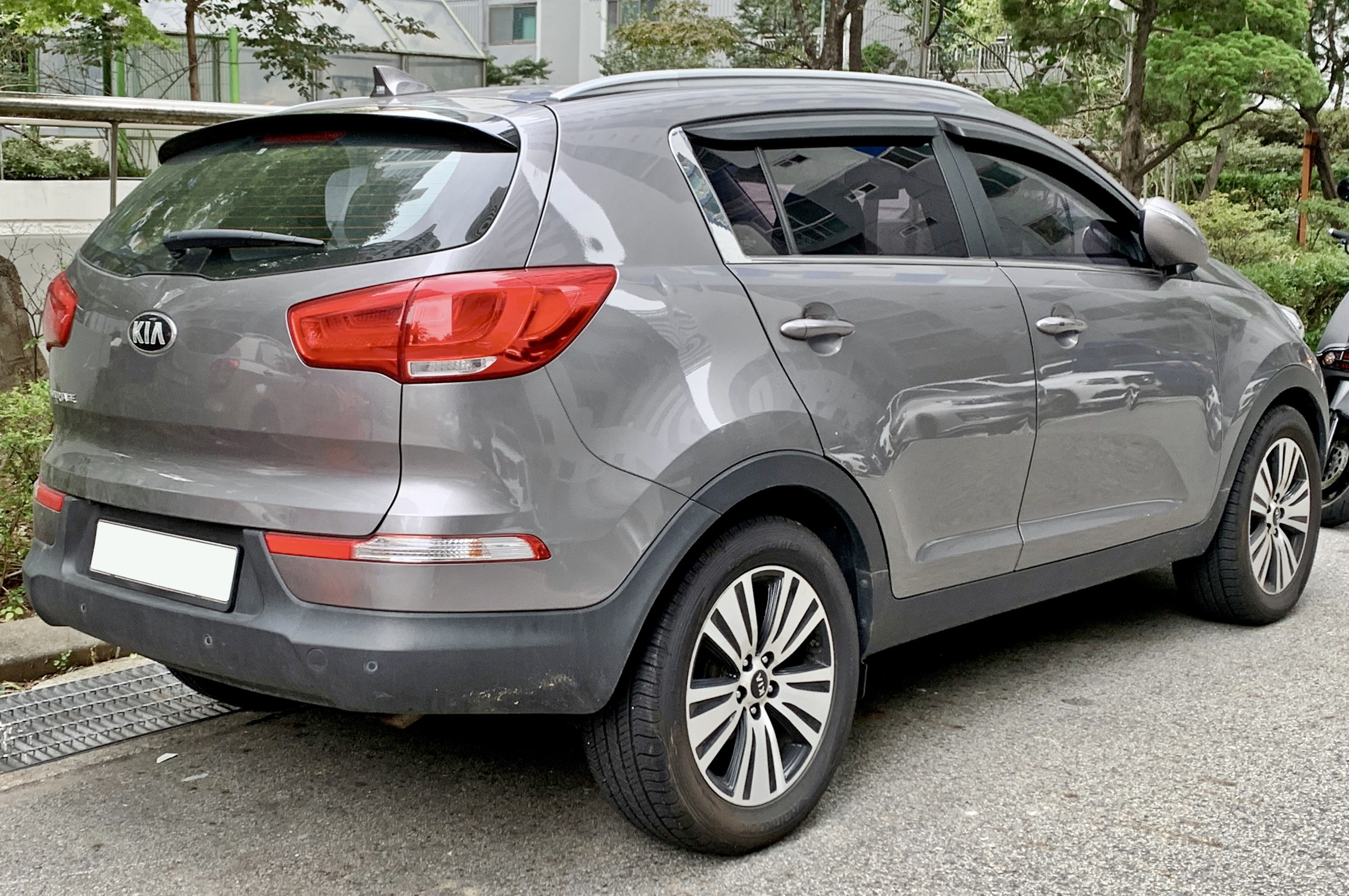
後期型 リア

## 4代目（QL型、2015年 - 2021年）
- 2015年9月15日、発売。車名は「スポーテージR」から「スポーテージ」へ変更。3代目TL型オールニューツーソンとプラットフォームならびにパワートレインを共用し、「ユーロ6」に適合する2.0L Rディーゼルを搭載。2列目シートのリクライニング角度を拡大（前方5度、前/後方34度）し、K5で先行搭載されたスマートフォンワイヤレス充電システムとスマートパワーテールゲート等の便利機構も採用。前輪サスペンション、後輪サスペンションの剛性を改善し、操縦性能と走行性能を改善。後輪ブレーキディスクを拡大し、制動性能を向上。高張力鋼板の採用比率を従来の18%から51%に拡大し、ねじれ剛性を向上しながら軽量化に成功。構造用接着剤も同クラス最大の103mに拡大し、安全性能を向上。同クラス初の前席アドバンスドエアバッグをはじめ、ブレーキアシストシステム、後側方車両検知警報システム、車線逸脱防止支援システム等を採用。
- 2015年10月15日、ユーロ6に適合する1.7L UII VGTディーゼルならびにデュアルクラッチ7速DCTを追加。中国ではKX3と統一性を持たせる為、KX5として販売。なお、3代目同様、リアウィンカーをバンパーに配置しており、視認性能が問題視される。

## 5代目（NQ5型、2021年 - 現在）
2021年7月20日、フルモデルチェンジして「ALL NEW SPORTAGE」として韓国で発表。従来からのアイデンティティである「タイガーノーズグリル」に加え、「自然」にインスパイアされたキアの最新デザイン哲学である「OPPOSITES UNITED」に基づいてデザインされている。ボディサイドのシルエットには立体感が加えられ、ダイナミックな雰囲気を演出している。全長は先代と比べて180㎜引き延ばされ、ヒュンダイ・ツーソンのロングホイールベース版に近い外寸となった（ホイールベースは2,755㎜で同一）。
インテリアには韓国の中型SUVで初めて12.3インチのパノラマカーブディスプレイを採用。インフォテインメントシステムとエアコンがタッチ操作可能になっている。また、シフトレバーはダイヤル式のスイッチで、センターコンソールの位置を高めて使い勝手を向上することに寄与している。
パワーユニットは1.6Lターボ、2.0Lディーゼルに加え、1.6Lターボ+モーターのハイブリッドの計3種を用意。追って、プラグインハイブリッドも追加される予定である。
安全装備に関しても抜かりはなく、前方衝突回避支援、リモートスマートパーキングアシスト、安全降車アシスト、キープレーンアシスト、バック時の衝突回避支援装置、インテリジェント速度アシスト、ドライバーへの注意警告などの高度な運転支援システムが搭載されている。